# (38366) 1999 RF158
1999 RF158 (asteroide 38366) é um asteroide da cintura principal. Possui uma excentricidade de 0.08591840 e uma inclinação de 3.16311º.
Este asteroide foi descoberto no dia 9 de setembro de 1999 por LINEAR em Socorro.